# Heelkruid
Heelkruid (Sanicula europaea) is een plant uit de schermbloemenfamilie (Umbelliferae of Apiaceae). Het is een onbehaarde plant die 20-60 cm hoog wordt. De bloemen vormen rozetten, die in bossen de bodem kunnen bedekken, vooral in beukenbos op kalkrijke, lemige grond. Heelkruid is een zogeheten oud-bosindicator en is in België en Nederland zeldzaam tot vrij zeldzaam.

## Kenmerken

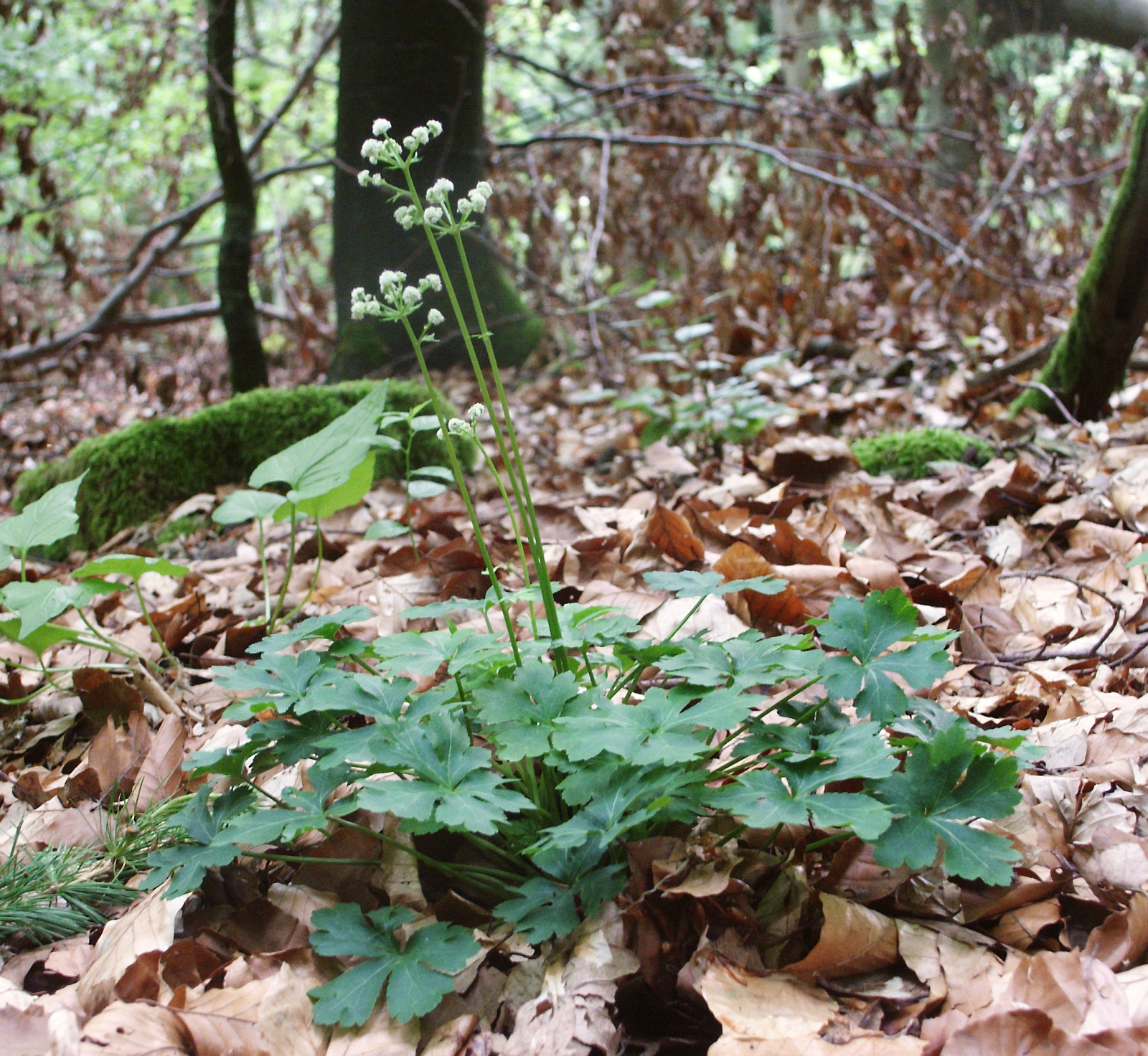
Natuurlijke omgeving

De bladeren zijn donkergroen en glanzen. De bladstelen zijn rood. Uit de wortelstok ontspringt een los rozet van bladeren die diep ingesneden zijn met wigvormige lobben. De bloemen zijn groenachtig wit met een roze waas. Ze zijn erg klein en vormen samen een los scherm. Er zijn omwindsels van 3-5 mm lang. Ook omwindseltjes zijn aanwezig. Aan de rand van een scherm zitten mannelijke bloemen, in het midden zitten tweeslachtige bloemen. Heelkruid bloeit van mei tot augustus. De vruchten zijn eivormig, circa 3 mm lang en hebben haakvormige stekels.

## Plantengemeenschap
Heelkruid is een kensoort voor het eiken-haagbeukenbos (Stellario-Carpinetum).